# Porto Open 2001
Porto Open 2001 — жіночий тенісний турнір, що проходив на відкритих кортах з ґрунтовим покриттям у Порту (Португалія). Належав до турнірів 4-ї категорії в рамках Туру WTA 2001. Тривав з 2 до 8 квітня 2001 року. Перша сіяна Аранча Санчес Вікаріо здобула титул в одиночному розряді й отримала 22 тис. доларів США.

## Фінальна частина

### Одиночний розряд
Аранча Санчес Вікаріо —  Магі Серна 6–3, 6–1
- Для Санчес Вікаріо це був 2-й титул за сезон і 90-й — за кар'єру.

### Парний розряд
Марія Хосе Мартінес /  Анабель Медіна Гаррігес —  Александра Фусаї /  Ріта Гранде 6–1, 6–7 (5–7), 7–5
- Для Мартінес це був 2-й титул за сезон і 2-й - за кар'єру. Для Медіни Гаррігес це був 2-й титул за сезон і 2-й - за кар'єру.